# Spielsysteme im Volleyball
Das Spielsystem (auch Läufersystem) ist die taktische Spielformation einer Volleyball-Mannschaft. Im professionellen Volleyball wird heutzutage nahezu ausschließlich das 1-5-System (auch 5-1-System) angewendet. Im Amateurbereich nutzen die Mannschaften auch das 2-4-System (4-2-System) und das 0-6-System (6-0-System).

## Hintergrund

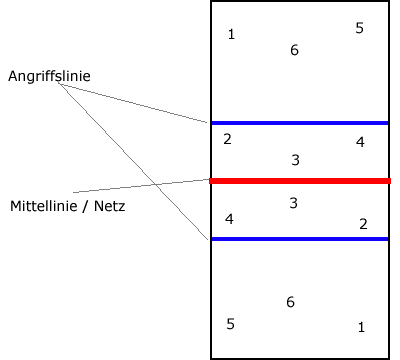
Spielerpositionen beim Volleyball

Die Rotationsfolge im Volleyball bewirkt, dass jeder Spieler im Laufe des Spiels seine Position in der Grundformation, also der Aufstellung vor dem Aufschlag, verändert. Um dennoch positionsgetreue Spezialisierungen zu ermöglichen, nutzen alle professionellen und fast alle Breitensportmannschaften ein taktisches Spielsystem. Dabei nehmen die Spieler nach dem Aufschlag oder nach dem ersten eigenen Angriff ihre festgelegte Spielposition ein. Ziel der Positionswechsel ist es, alle Spieler entsprechend ihrer Spezialisierung als Zuspieler oder Angreifer optimal einzusetzen. Da der Zuspieler im Rahmen des Spielsystems viel und auf taktisch einstudierten Wegen laufen muss, spricht man auch vom Läufersystem.
Das taktische Spielsystem stärkt sowohl die Angriffs- als auch die Abwehrsituation. Alle taktischen Spielsysteme erlauben den Einsatz eines Liberos.

## Position des Zuspielers
Auch wenn sich taktische Spielsysteme in Details unterscheiden, spielen nahezu alle Volleyballmannschaften ein System mit einem oder zwei festen Zuspielern; eine Ausnahme bildet das 0-6-System. Der Zuspieler stellt von der Position 2 bzw. von einer Zwischenposition zwischen 2 und 3 („personen- und positionsgebundenes Aufbauspiel“). Wenn der Zuspieler in der hinteren Reihe steht, nimmt er üblicherweise die Position 1 ein. Man unterscheidet zwischen kurzen Wechseln (z. B. von Position 3 auf 2) und langen Wechseln (z. B. von Position 4 auf 2).

## Erklärung verschiedener Systeme

### 0-6-System
Im 0-6 System (oder 0-0-6-System) gibt es keine Spezialisierungen (null Zuspieler, null Mittelangreifer, sechs Universalspieler). Jeder Spieler ist gleichzeitig Zuspieler (zum Beispiel wenn er auf der Position 3 steht) und ansonsten Angreifer.

### 2-4-System

Grafische Darstellung des 2-4-Systems, bei Zuspiel von der Position 3

Im 2-4-System (oder 4-2-System) stellt die Mannschaft zwei Zuspieler und vier Angriffsspieler (zwei Mittelblocker, zwei Außenangreifer) auf. Die beiden Zuspieler nehmen in der Grundformation gegenüberliegende Positionen ein, so dass jeweils ein Zuspieler in der vorderen Reihe und ein Zuspieler in der hinteren Reihe steht. Eine Variante des 2-4-Systems beinhaltet, dass der am Netz stehende Zuspieler zuspielt; in diesem Fall hat die Mannschaft zwei Angriffsoptionen in der vorderen Reihe. Wenn der in der hinteren Reihe stehende Zuspieler zuspielt, sind die beiden Zuspieler gleichzeitig Diagonalangreifer von der Position 2 und somit Universalspieler. Die Mannschaft verfügt somit während des gesamten Spiels über drei Angriffsoptionen in der vorderen Reihe.
Je nachdem ob die vier Angreifer Universalangreifer sind (2-0-4-System) oder als zwei Mittelblocker bzw. zwei Außenangreifer spezialisiert werden (2-2-2-System), findet man unterschiedliche Bezeichnungen für Varianten des 2-4-Systems.

### 1-5-System
Das 1-5-System (auch 5-1-System) bietet im Vergleich zum 2-4-System den Vorteil, dass es nur einen spezialisierten Zuspieler benötigt und gleichzeitig einen fünften spezialisierten Angreifer zum Einsatz bringt, der als Diagonalangreifer sowohl im Vorderfeld als auch im Hinterfeld Hauptangreifer sein kann. Da der Zuspieler die Spielpositionen 2 bzw. 1 einnimmt (wie im 2-4-System mit Zuspieler aus dem Hinterfeld), spielen Mannschaften in diesem Spielsystem in der Feldverteidigung nahezu immer mit zurückgezogener Position 6 und vorgezogener Position 1, um dem Zuspieler nach der Verteidigungsaktion der Mannschaft einen kurzen Laufweg auf die Zuspielposition zwischen 2 und 3 zu ermöglichen.
Je nachdem ob man mit festgelegtem Diagonalspieler (1-2-2-1-System: ein Zuspieler, zwei Mittelblocker, zwei Außen-Annahme-Spieler, 1 Diagonalspieler) spielt oder der Diagonalspieler je Rotationsfolge variiert (1-2-3-System: ein Zuspieler, zwei Mittelblocker, drei Außen-Annahme/Diagonalspieler), findet man unterschiedliche Bezeichnungen für Varianten des 1-5-Systems.

## Verbreitung der Systeme
Während das 0-6-System wegen der fehlenden Spezialisierung üblicherweise nur in der Grundausbildung sowie im Freizeitbereich anzutreffen ist, ist auch das 2-4-System aus der Mode gekommen und seit mindestens dreißig Jahren flächendeckend im professionellen Volleyball und den meisten Amateurmannschaften durch das 1-5-System abgelöst worden. Eine Ausnahme bildete die kubanische Volleyballnationalmannschaft der Frauen, die mit dem 2-4-System vor allem in den 1990er Jahren große Erfolge feierte (Olympiasieger 1992, 1996 und 2000).